# Scopula variegata
Scopula variegata là một loài bướm đêm trong họ Geometridae.